# Ciprià Ciscar
Ciprià Jesús Ciscar i Casaban (en catalan) ou Cipriano Jesús Ciscar y Casabán (en castillan), né le 22 décembre 1946 à Picanya, est un homme politique espagnol membre du Parti socialiste ouvrier espagnol (PSOE).
Opposant au franquisme pendant sa vie étudiante à l'université de Valence, il est élu maire de Picanya en 1979 et nommé conseiller à la Culture du conseil du Pays valencien en 1981. En 1983, il devient député au Parlement valencien et conseiller à l'Éducation de la Généralité valencienne.
Il quitte la vie politique autonomique en 1989, lorsqu'il est élu député de Valence au Congrès des députés. En 1994, Felipe González fait de lui le secrétaire à l'Organisation du PSOE, une fonction qu'il conserve avec Joaquín Almunia entre 1997 et 2000.
Il échoue en 2002 à être investi chef de file socialiste aux élections autonomiques de 2003 en Communauté valencienne et passe alors au second plan de la vie politique. Il n'est pas réélu député en 2015, mais parvient à retrouver son siège en 2016, à la faveur d'une démission.

## Origines
Ciprià Jesús Ciscar i Casaban, naît le 22 décembre 1946 à Picanya.

## Débuts en politique
Ciprià Ciscar est titulaire d'une licence en droit, obtenue à l'université de Valence. Au cours de ses études dans les années 1960, il commence à militer dans les groupes d'opposition au franquisme. Il dirige le syndicat démocratique des étudiants universitaires de Valence et occupe entre 1967 et 1970 la présidence de l'Union nationale des étudiants des facultés de droit. Au début des années 1970, il est ainsi la figure la plus en vue de l'antifranquisme dans cette faculté réputée très conservatrice.
Membre du Parti socialiste ouvrier espagnol (PSOE), il est nommé en 1976 maire de Picanya. Au cours des élections municipales du 3 avril 1979, il est confirmé à la tête de sa ville natale après que la liste socialiste a remporté 80 % des voix et 12 conseillers municipaux sur 13 à pourvoir.

## Carrière dans la Communauté valencienne
Ciprià Ciscar est nommé le 14 septembre 1981 conseiller à la Culture du Conseil du Pays valencien, organe de gouvernement pré-autonomique de la Communauté valencienne alors présidé par Enrique Monsonís, de l'UCD.
Il devient en mars 1982 membre de la députation provinciale de Valence, où il exerce la présidence de la commission de la Culture, de l'Éducation, des Sports et du Tourisme. Il est en outre désigné le 1er décembre conseiller à la Culture, à l'Éducation et à la Science de la Généralité valencienne dans l'équipe exécutive transitoire que forme le président Joan Lerma.
Il est élu député de la circonscription autonomique de Valence au Parlement valencien le 8 mai 1983, occupant la deuxième position de la liste des candidats emmenée par Lerma. Il est confirmé le 29 juin suivant comme conseiller à la Culture, à l'Éducation et à la Science du premier conseil de la Généralité valencienne, toujours sous la présidence de Lerma.
Il présente le 8 janvier 1985 une série de trois décrets visant à renforcer l'offre culturelle de la communauté autonome. Il propose ainsi la création d'un centre d'art dramatique, d'une filmothèque et la transformation de la bibliothèque municipale de Valence en bibliothèque autonomique. Le conseil de la généralité attribue alors 100 millions de pesetas à la réfection du cinéma Rialto, en plein cœur de la capitale, pour héberger les deux premières institutions, et 400 millions de budget pour le centre d'art dramatique, notamment pour financer ses productions. Dans un second temps, un projet de loi sera déposé au Parlement afin de créer un établissement public exerçant la tutelle du centre, de la filmothèque et du futur orchestre philharmonique.
En conclusion du IVe congrès du Parti socialiste du Pays valencien-PSOE (PSPV-PSOE) le 21 avril suivant, il prend le poste de vice-secrétaire général, Lerma ayant conservé ses responsabilités de secrétaire général et une partie de ses fidèles au sein de la direction, contrairement à l'objectif affiché par Ciscar et ses alliés.
Il se représente lors des élections du 10 juin 1987, occupant de nouveau la deuxième place de la liste du PSPV-PSOE, derrière le président Joan Lerma. Il est confirmé dans ses fonctions gouvernementales le 27 juillet. Le Ve congrès du PSPV-PSOE le réélit vice-secrétaire général auprès de Joan Lerma lors de sa session de clôture, le 5 juin 1988, mais seuls deux de ses soutiens intègrent la commission exécutive.

## Député au Congrès
Pour les élections législatives anticipées du 29 octobre 1989, Ciprià Ciscar est investi tête de liste socialiste dans la circonscription électorale de Valence, en remplacement de José María Maravall. Il démissionne le 19 septembre du gouvernement de la communauté autonome et se trouve ensuite élu au Congrès des députés. Il doit alors renoncer également à son mandat de député autonomique le 16 novembre, le cumul des deux mandats parlementaires étant interdit par la Constitution.
Il devient premier vice-président de la commission parlementaire des Affaires étrangères et membre de la commission de l'Éducation et de la Culture. À la suite du scrutin de 1993, il rétrograde au rang de second vice-président de la commission des Affaires étrangères et continue de siéger à la commission de l'Éducation et de la Culture.

## Secrétaire à l'Organisation du PSOE

### Un homme de consensus pour un poste stratégique
Au cours du XXXIIIe congrès fédéral du Parti socialiste, les « rénovateurs » de Felipe González, tenants d'une ligne sociale-démocrate, et les « guerristes » d'Alfonso Guerra, partisans d'une orientation plus marquée à gauche, négocient très durement la formation de la nouvelle commission exécutive fédérale du PSOE. Au cours de ces discussions, Ciprià Ciscar est proposé par Joan Lerma — qui préside le congrès — comme un candidat de compromis pour le poste stratégique de secrétaire à l'Organisation, détenu jusque-là par Txiki Benegas, et son nom est approuvé, au détriment de Carmen Hermosín dans la mesure où il ne semble rattaché à aucun des deux principaux courants du parti,. À peine entré en fonction, il est appelé à assurer la médiation dans plusieurs fédérations, les congrès régionaux en Andalousie, Galice, communauté de Madrid et région de Murcie s'annonçant particulièrement difficiles et divisés. Il est relevé le 10 avril suivant de ses fonctions de vice-secrétaire général du PSPV-PSOE en conclusion du VIIe congrès, qui l'élit toutefois membre sans responsabilité de la commission exécutive, dont la direction revient toujours à Joan Lerma. Il quitte ensuite la commission des Affaires étrangères du Congrès au profit de la commission bicamérale pour les Relations avec le Défenseur du peuple.
Le mois qui suit, il mène les négociations lors du congrès du Parti des socialistes de Galice-PSOE, tentant de reproduire l'accord qui avait permis le rassemblement des différentes familles socialistes lors du congrès fédéral, mais il échoue à faire émerger une candidature de consensus entre rénovateurs et guerristes. Alors que ces derniers l'emportent avec 57 % des voix, il affirme que les socialistes galiciens ont un problème « avec la culture de l'accord, qui suppose tolérance et volonté de travailler ensemble ».
Il prononce en septembre 1994 l'annulation du congrès provincial du Parti socialiste de Huelva-PSOE et ouvre un processus disciplinaire contre son secrétaire à l'Organisation pour « faute grave » après que ce dernier a décidé d'accréditer six délégués du courant guerriste au détriment des rénovateurs. À la demande de la commission exécutive fédérale, le secrétaire général du PSOE d'Andalousie Manuel Chaves forme au début du mois d'octobre une commission de six membres — à égalité entre les deux familles socialistes — afin de veiller à la régularité du nouveau processus de congrès. La commission fédérale des garanties confirme peu après le bien fondé de la décision adoptée par le secrétaire à l'Organisation du PSOE. Il intervient en novembre auprès du Parti socialiste de Malaga-PSOE pour que les deux courants travaillent de nouveau ensemble, après la victoire des guerristes lors du congrès provincial, mais se voit opposer un refus de la part des rénovateurs,.
Ayant rejoint en juillet 1995 la députation permanente du Congrès, il est réélu député de Valence en mars 1996.
Il est maintenu dans ses fonctions fédérales en juin 1997 par Joaquín Almunia, à la suite du XXXIVe congrès fédéral, sa présence au sein de la nouvelle équipe dirigeante n'ayant jamais été contestée au cours des négociations. Perdant les responsabilités de porte-parole du PSOE, il n'accède pas au titre officieux de « numéro deux » du Parti socialiste et ce malgré le fait que le poste de vice-secrétaire général est supprimé avec le départ d'Alfonso Guerra.

### Le pompier du socialisme valencien
Alors que les soutiens de Ciprià Ciscar, alliés à ceux de Lerma, engagent à la fin du mois d'octobre suivant une procédure de destitution contre le nouveau secrétaire général du PSPV-PSOE Joan Romero, il est personnellement mandaté par Almunia pour se rendre à Valence et résoudre la crise sans délai, menant alors des réunions avec les secrétaires des sections d'agglomération et la commission exécutive nationale. Romero et Ciscar parviennent à un accord le 8 novembre, qui prévoit la création d'un secrétariat, d'une commission permanente, et de 22 nouveaux sièges au sein de l'exécutif dont un poste de vice-secrétaire général et six secrétariats thématiques.
Après que le comité national a rejeté les listes de candidats aux élections autonomiques, Romero annonce le 27 mars 1999 sa démission, et Ciscar entreprend de négocier avec Joan Lerma la formation d'une direction provisoire, aux côtés d'Antoni Asunción, chef de file pour ce scrutin. Tous trois parviennent à un accord deux jours plus tard, qui prévoit la constitution d'une équipe de 21 membres, majoritairement proches de Ciscar et Asunción.

### Le fiasco du congrès extraordinaire du PSPV-PSOE
À l'occasion du congrès extraordinaire du Parti socialiste du Pays valencien-PSOE convoqué les 18 et 19 septembre 1999, Ciprià Ciscar indique qu'il est prêt à postuler au poste de secrétaire général. Également candidat, Antoni Asunción, désormais porte-parole socialiste au Parlement valencien, lui propose, sans succès, d'occuper le poste honorifique de président de la commission exécutive quelques jours avant l'ouverture du conclave socialiste.
À l'ouverture du congrès, rien ne lui garantit qu'il puisse être élu par les délégués face à Asunción et Joan Ignasi Pla. Au soir du premier jour, il renonce et s'accorde avec Joan Lerma pour porter Pla au secrétariat général, poussant Asunción à se retirer. Finalement, après que ses soutiens l'ont désavoué, il quitte avec eux la séance plénière avant le début de l'élection le 19 septembre et ne vote donc pas en faveur de la solution qu'il avait contribué à trouver.
Il propose sa démission le 21 septembre à Almunia, qui la refuse, après que la toute nouvelle direction du PSPV-PSOE a renoncé à ses fonctions, constatant la terrible division au sein du parti.

### La déroute des élections générales
Ciprià Ciscar est nommé le 29 septembre coordonnateur du comité électoral pour la campagne des élections générales du 12 mars 2000, Almunia lui renouvelant ainsi sa confiance après le fiasco du congrès extraordinaire du PSPV-PSOE, tandis que Juan Manuel Eguiagaray est désigné coordonnateur du programme et Alfredo Pérez Rubalcaba porte-parole. Il est investi le 11 décembre tête de liste dans la circonscription de Valence lors d'un vote des militants, totalisant sur son nom plus de 68 % des suffrages exprimés.
En conséquence de la déroute subie lors du scrutin, le secrétaire général du PSOE renonce à ses fonctions, mettant fin au mandat de toute la commission exécutive selon les propos de Ciscar au cours de la soirée électorale. José Blanco lui succède quatre mois plus tard, à l'issue du XXXVe congrès fédéral du parti. Au cours du IXe congrès du PSPV-PSOE, organisé en septembre suivant, il apporte son appui à la candidature du conseiller municipal de Valence José Luis Ábalos, battu de dix voix par Joan Ignasi Pla.

## Passage au second plan
Ciprià Ciscar annonce le 23 mars 2002 qu'il se présente à l'élection primaire du Parti socialiste du Pays valencien-PSOE pour la désignation du chef de file pour les élections autonomiques prévues en mai 2003, s'opposant à Joan Ignasi Pla. Il bénéficie alors du soutien de l'ancienne maire de Valence Clementina Ródenas et de l'ancienne ministre de la Culture Carmen Alborch. Il présente le 8 avril 3 422 parrainages militants, soit 840 de plus que le minimum requis. Au cours du scrutin le 20 avril, Pla remporte 75 % des suffrages exprimés avec 81,6 % de participation, tandis que Ciscar est battu dans toutes les agglomérations, y compris son fief historique de Horta Sud, et les trois capitales de province.
Aux élections législatives du 14 mars 2004, il est déplacé en quatrième position de la liste de Valence, conduite par Carmen Alborch. A l'ouverture de la législature, il est porté à la présidence de la commission non-permanente des Politiques d'intégration du handicap, puis de la commission de la Défense après les élections de 2008.
Il perd son mandat au cours des élections législatives du 20 décembre 2015 : il occupe en effet la quatrième place de la liste du PSOE à Valence, mais ce dernier ne totalise que trois sièges. Bien que la situation se répète à l'occasion des élections législatives anticipées du 26 juin 2016, il retrouve la chambre basse des Cortes dès le 24 août, du fait de la démission de la députée María Such, nommée directrice de l'Institut des femmes et de l'égalité de genre de la Communauté valencienne. Dans la perspective des élections anticipées du 28 avril 2019, une des trois places sur la liste sénatoriale du parti dans la circonscription de Valence lui est proposée. Il décline la proposition en soulignant que le moment est venu pour lui de mettre un terme à sa carrière politique,. Il occupe cependant de manière symbolique la dernière place sur la liste conduite par le ministre de l'Équipement José Luis Ábalos.

## Vie privée
Ciprià Ciscar est le frère de Consuelo Císcar, haute fonctionnaire de la Généralité valencienne à l'époque d'Eduardo Zaplana et directrice générale de l'Institut valencien d'art moderne (IVAM) entre 2004 et 2014. Il est donc le beau-frère de Rafael Blasco, ancien militant socialiste passé au Parti populaire, ayant siégé au conseil de la généralité entre 1983 et 1989, puis de 1999 à 2011.